# Musca aethiops
Musca aethiops este o specie de muște din genul Musca, familia Muscidae, descrisă de Stein în anul 1913. Conform Catalogue of Life specia Musca aethiops nu are subspecii cunoscute.